# Stenocactus
Stenocactus je rod mexických kaktusů. Botanické jméno je odvozeno z řeckého adjektiva stenos (úzký), což je odkazem na tenká, úzká a početná žebra. Typovou rostlinou tohoto rodu je Stenocactus obvallatus.

## Popis
Stenocactusy (dříve Echinofossulocactus - viz Systematika) jsou rostliny mající kulovité až krátce válcovité tělo s ostrohrannými tenkými, často zvlněnými a velmi početnými žebry a obvykle samostatně rostoucí. Mladé semenáčky mají většinou pouze bradavice, jsou bez žeber a trny, z nichž se silnější středové od tenkých okrajových zřetelně odlišují.
U vzrostlých jedinců jsou areoly nepočetné, od sebe poměrně vzdálené a nesou vzpřímené nebo nahoru šavlovitě zakřivené, nikdy však hákovité trny. Trny a jejich počty jsou u jednotlivých druhů značně variabilní. Středové jsou zřetelně rozlišitelné od okrajových – vzhůru směřující velké a dýkovité, dolu směřující značně menší paprskovité. Okrajové většinou jemné jehlovité bílé, čiré až sklovité s proměnnou délkou a počtem. Někdy chybí zcela. Podle typových znaků květů a plodů je možno se domnívat na blízké příbuzenství Stenocactusů k rodu Ferocactus.

### Květy
Oboupohlavní květy vykvétají za letních dní. Jsou krátce trychtýřovité až zvonovité a vyrůstají z temene rostliny. Okvětní lístky jsou bílé až krémové, některé až růžovofialové s pestrými červenavým až fialově zbarveným středovým žíháním (někdy jen s hnědavými či fialovými středovými žilkami).

### Plody
Plody malé, obvykle kulovité a lehce šupinaté, světle zelené. Při zrání zaschnou a prudce se otevřou podélnou postranní puklinou. Semena jsou lesklá široce oválná, jasně černohnědá s vydutým povrchem a průměrem 1,4-1,5 mm.

## Výskyt a rozšíření
Rostliny tohoto rodu jsou rozšířeny z převážné většiny v teritoriu státu Chihuahua a jejich stanovištěm bývají travnaté svahy a planiny ve středním a severním Mexiku, kde po letních srážkách stébla okolních trav pokrývají stonky kaktusů, tak že jsou dobře maskované a špatně objevitelné.

## Pěstování
V kultuře se pěstují velmi snadno. Zeminu vyžadují propustnou a snášejí i humózní půdu. Prospívá jim slunečné a vzdušné stanoviště jakož i přistíněná místa, vždy však s dostatečnou zálivkou během letního období. Obzvláště volně pěstovaným rostlinám za těchto podmínek narůstají bohaté a mohutné trny. Chladné, světlé a suché přezimování při 5 – 8 st. C je základem úspěšného a opakovaného kvetení.

## Systematika
Názvosloví tohoto druhu bylo matoucí a sporné. Rod byl donedávna veden pod názvem Echinofossulocactus. Problém se správným začleněním začal již v roce 1841, kdy George Lawrence zařadil do vytvořeného rodu Echinofossulocactus 26 druhů, které byly neurčitého typu, mnohdy se jednalo pouze o formy a navíc nebyl zvolen žádný typový druh. Později bylo těchto 26 druhů překombinováno a přeřazeno k pěti různým rodům.
Karl Moritz Schumann v roce 1898, zřejmě z neznalosti práce G. Lawrence vytvořil samostatný podrod Stenocactus, do kterého přiřadil některé druhy z tehdy velmi rozsáhlého rodu Echinocactus. Až později si Nathaniel lord Britton a Joseph Nelson Rose uvědomili vazby v Lawrencově seznamu druhů a přejmenovali roku 1922 rod na Echinofossulocactus s typovým druhem Echinofossulocactus coptonogonus, jelikož byl prvním v abecedním pořadí Lawrencovy práce. Samotné jméno Echinofossulocactus se mnohým zdálo moc dlouhé a proto navrhovali alternativy jako např. Brittonrosea či Efossus.
V roce 1979 provedl revizi rodu Nigel Paul Taylor. Následně roku 1980 se David Richard Hunt ujal analýzy taxonomických problémů v rámci tohoto rodu a publikoval výsledky svých studií druhů. Právě on si uvědomil, že druh Echinocactus helophorus (dnes Echinocactus platyacanthus) splňuje nejlépe Lawrencovy charakteristiky a ustanovil ho tedy jako nový Lectotyp pro rod Echinofossulocactus, který byl předtím synonymem rodu Echinocactus.
V roce 1982 navrhl W. Tjaden pro všechny tyto druhy zachování jména rodu Stenocactus, což Komise pro Spermatophyta v roce 1987 zamítla. Při zařazování druhů komise hlasovala v některých případech pro zařazení podle Huntovy klasifikace a uvolněné jméno rodu Stenocactus pak bylo použito pro druhy rostlin nesplňující typizaci podle D. Hunta.
Také Mezinárodní organizace pro výzkum sukulentů (IOS) akceptovala nově rod Stenocactus a ICSG (International Cactaceae Systematics Group) se v současnosti rozhodla v rámci rodu uznat pouze 10 druhů, přičemž 3 (S.hastatus, S.rectispinus a S.sulfureus) byly označeny za nejisté.

### Taxony
Tento rod dnes zahrnuje jen omezenou skupinu severoamerických kaktusů, která je však často různě chápána, neboť zde v minulosti probíhaly časté diskuse ohledně zařazení druhů do tohoto rodu. Mnoho desítek publikovaných jmen však z velké části představuje sotva něco více než neobyčejně proměnlivé formy a lokální dílčí populace. Je to dáno i tím, že druhy rodu Stenocactus jsou velmi variabilní ve svých vegetativních charakteristikách a ty některé vědce vedou neustále k návrhům nových druhů. Níže jsou proto uvedeny všechny druhy vedené v tomto rodu a zařazené do databáze UNEP-WCMC:
- Stenocactus albatus (A.Dietrich) Br.&R. et F.Knuth
- Stenocactus arrigens (Link & Otto) A. Berger
- Stenocactus boedekerianus (A. Berger) Croiz., 1942
- Stenocactus bustamantei (H.Bravo) Croiz., 1942
- Stenocactus caespitosus (Backeb.) comb. nov. ined.
- Stenocactus coptonogonus (Lemaire) A.Berger ex A.W.Hill, 1933
- Stenocactus crispatus (A.P. de Candolle) A.Berger ex A.W.Hill, 1933
- Stenocactus dichroacanthus (Martius ex Pfeiffer) Berger ex Backeberg & F.Knuth
- Stenocactus gladiatus (Link&Otto) Lawrence 1841
- Stenocactus grandicornis (Lem.) Br.&R. ex Berger, 1929
- Stenocactus guerraianus Backeberg, (nov. comb. ined.)
- Stenocactus hastatus (Hopffer ex K.Schumann, 1902) Br.&R. ex A.Berger, 1929
- Stenocactus heteracanthus (Muehlenpf.) A. Berger
- Stenocactus kellerianus Krainz, 1946
- Stenocactus lamellosus (Dieter.) Br. et R., 1922
- Stenocactus lancifer (Dieter.) Br. et R., 1922
- Stenocactus lexarzai (H. Bravo), Croiz.
- Stenocactus lloydii (Britton & Rose) A. Berger
- Stenocactus multiareolatus H.Bravo, 1962
- Stenocactus multicostatus (Hildmann ex K.Schumann) Br.&R. ex A.Berger, 1929
- Stenocactus obvallatus DC. Lawr
- Stenocactus ochoterenaus Tiegel, 1933
- Stenocactus pentacanthus (Lem.) Br. et R.
- Stenocactus phyllacanthus (Mart. ex Lawr., 1841) ex (Dietrich & Otto) Berger ex Hill
- Stenocactus rectispinus (C. Schmoll) Whitm., 1934
- Stenocactus sulphureus (A.Dietrich) Bravo ex Meyrán, 1977
- Stenocactus tegelbergii Schütz, 1953
- Stenocactus tetraxiphus (Otto) Oehme, 1938
- Stenocactus vaupelianus (Werdermann) Tieg.&Oehme, 1938 ex Backb. & F.M.Knuth
- Stenocactus violaciflorus (Quehl 1912) Br.&R., 1922 ex A. Berger
- Stenocactus wippermannii (Muhlpfrdt.) Br.&R., 1922
- Stenocactus zacatecasensis (Britton & Rose) A. Berger

### Synonyma
- Brittonrosea, Spegazzini
- Echinofossulocactus, (Lawrence) Britton&Rose
- Efossus, Orcutt (orth. var.)
- Surphureus (Dietr. 1845) Ytó, 1952

## Fotogalerie

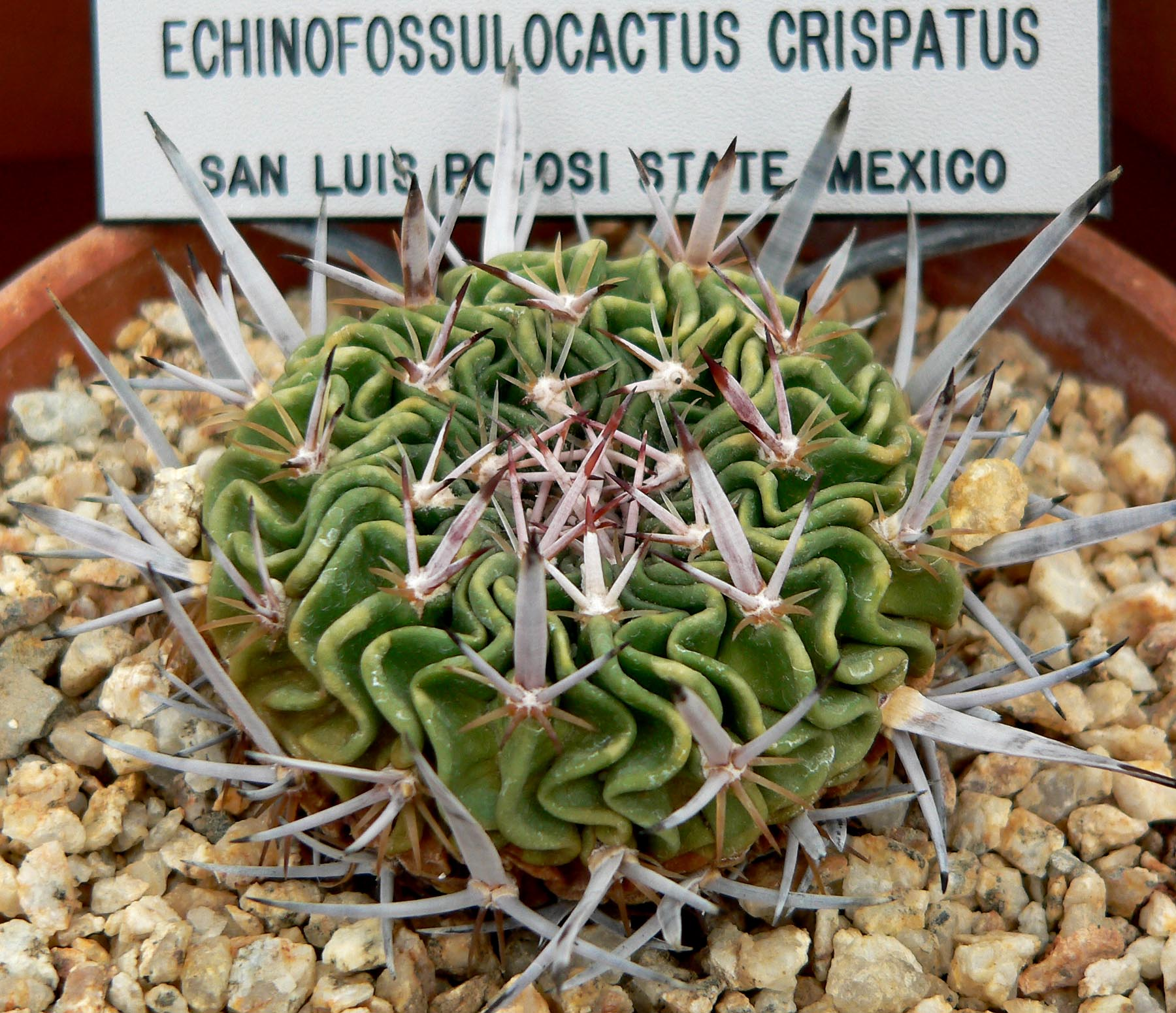
Stenocactus crispatus
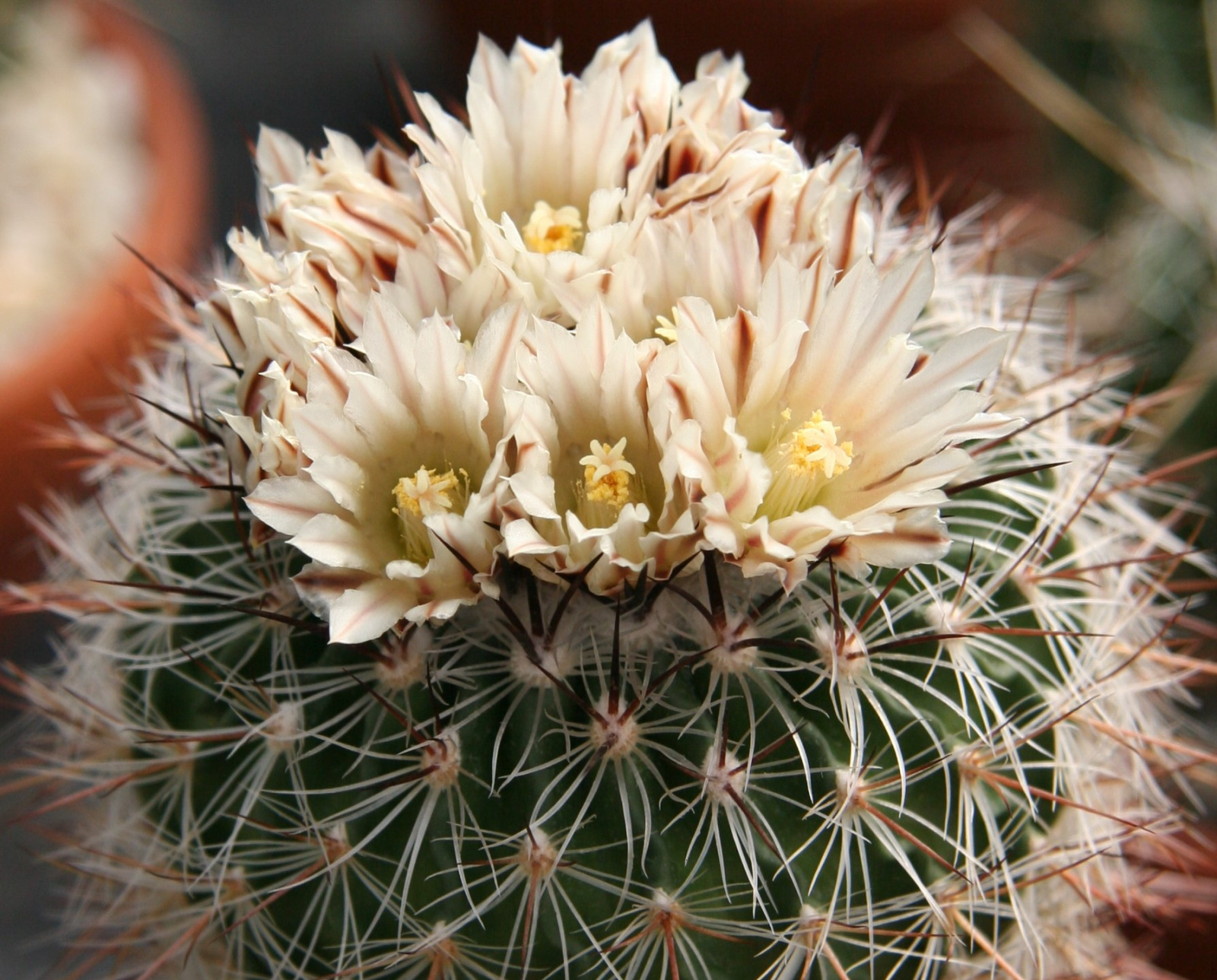
Stenocactus multicostatus
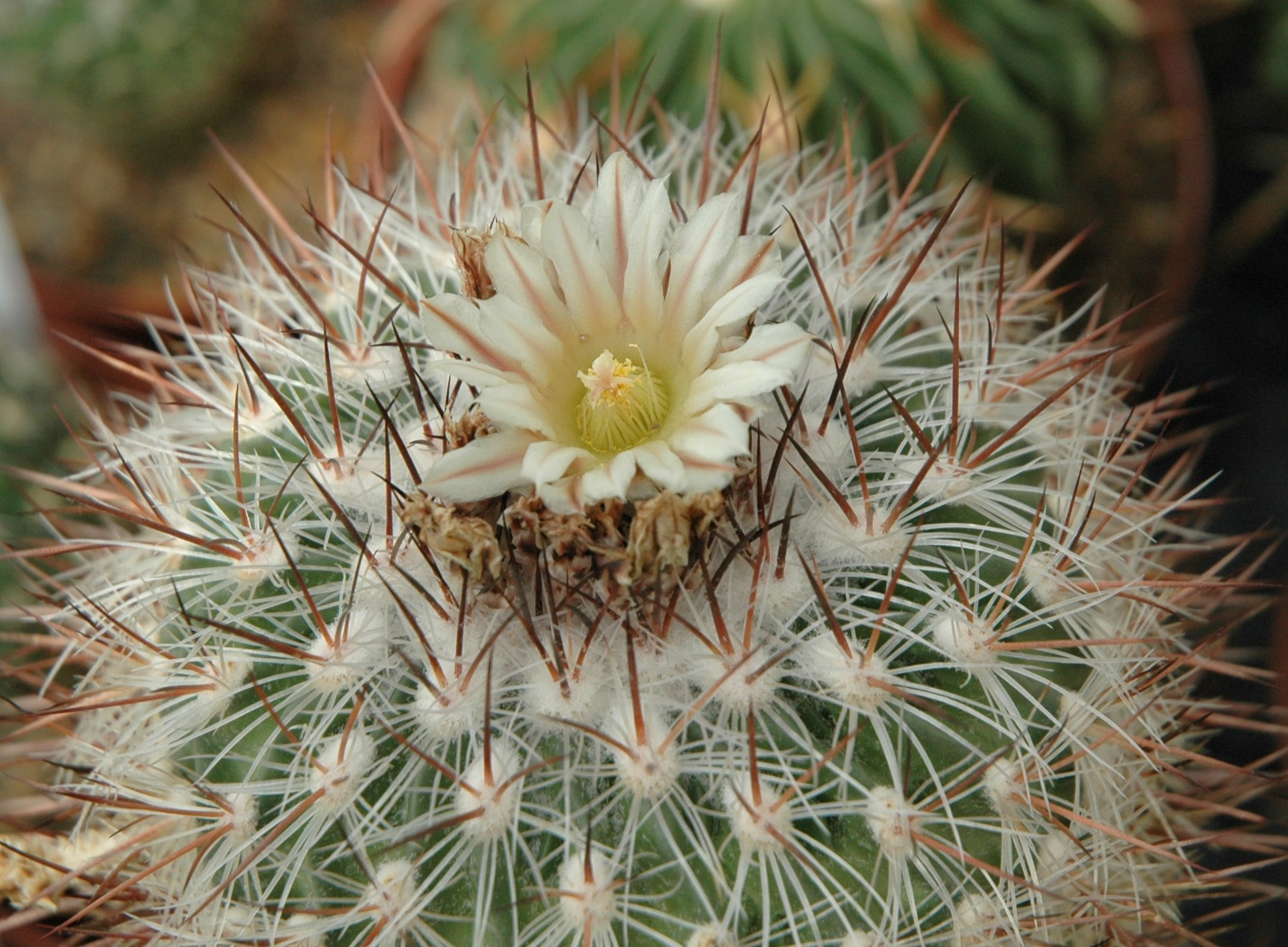
Stenocactus lloydii
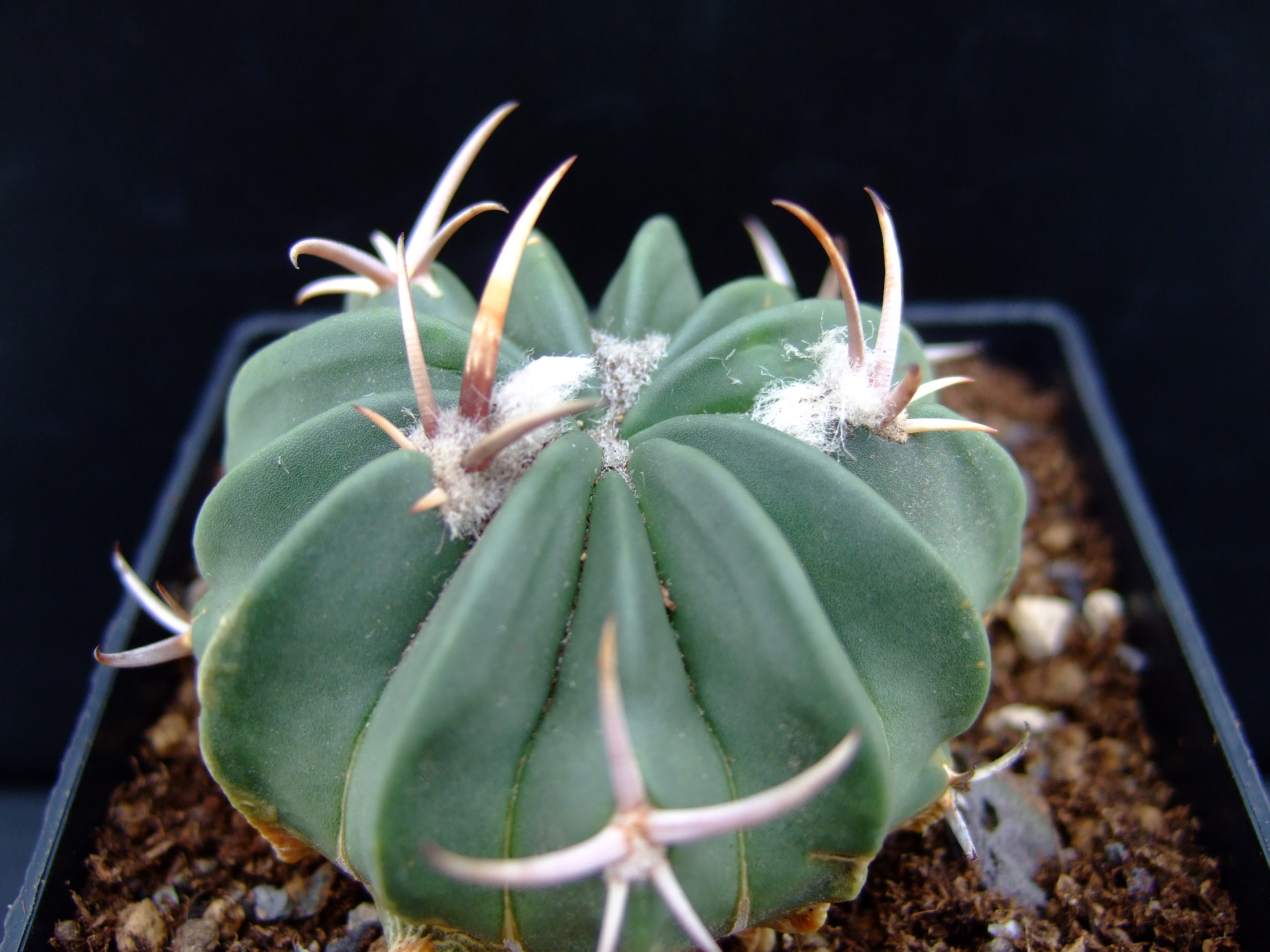
Stenocactus coptonogonus
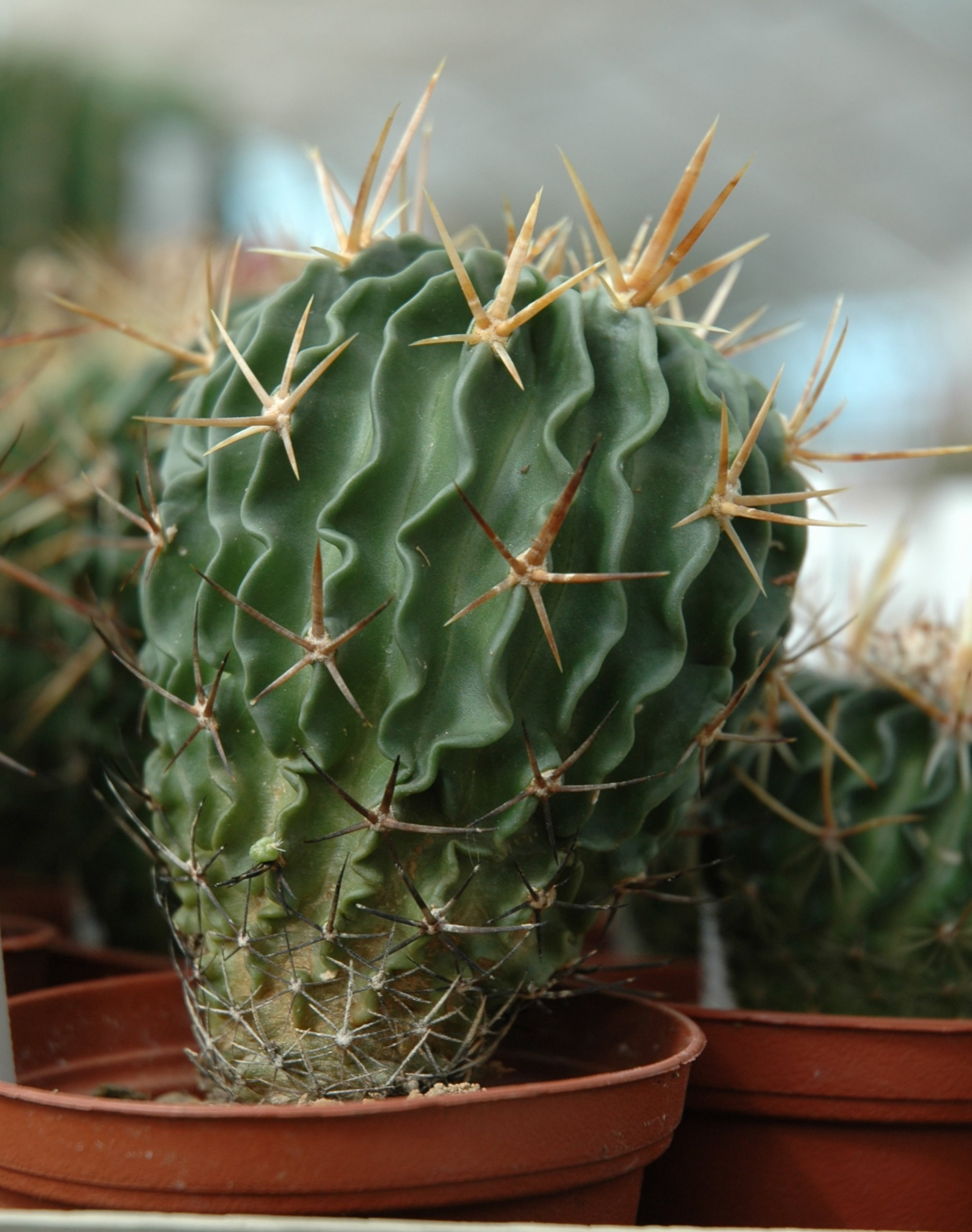
Stenocactus lamellosus
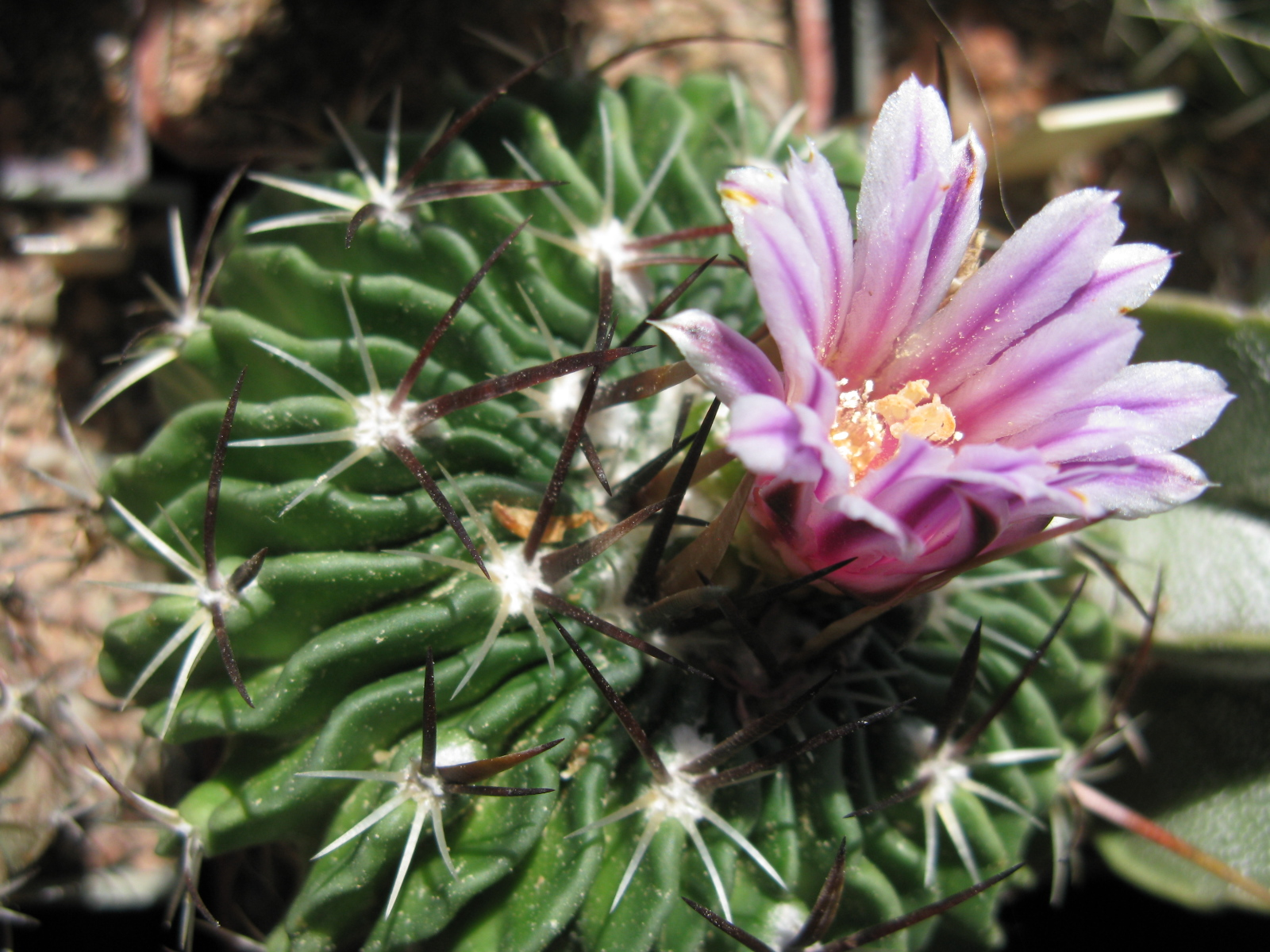
Stenocactus arrigens
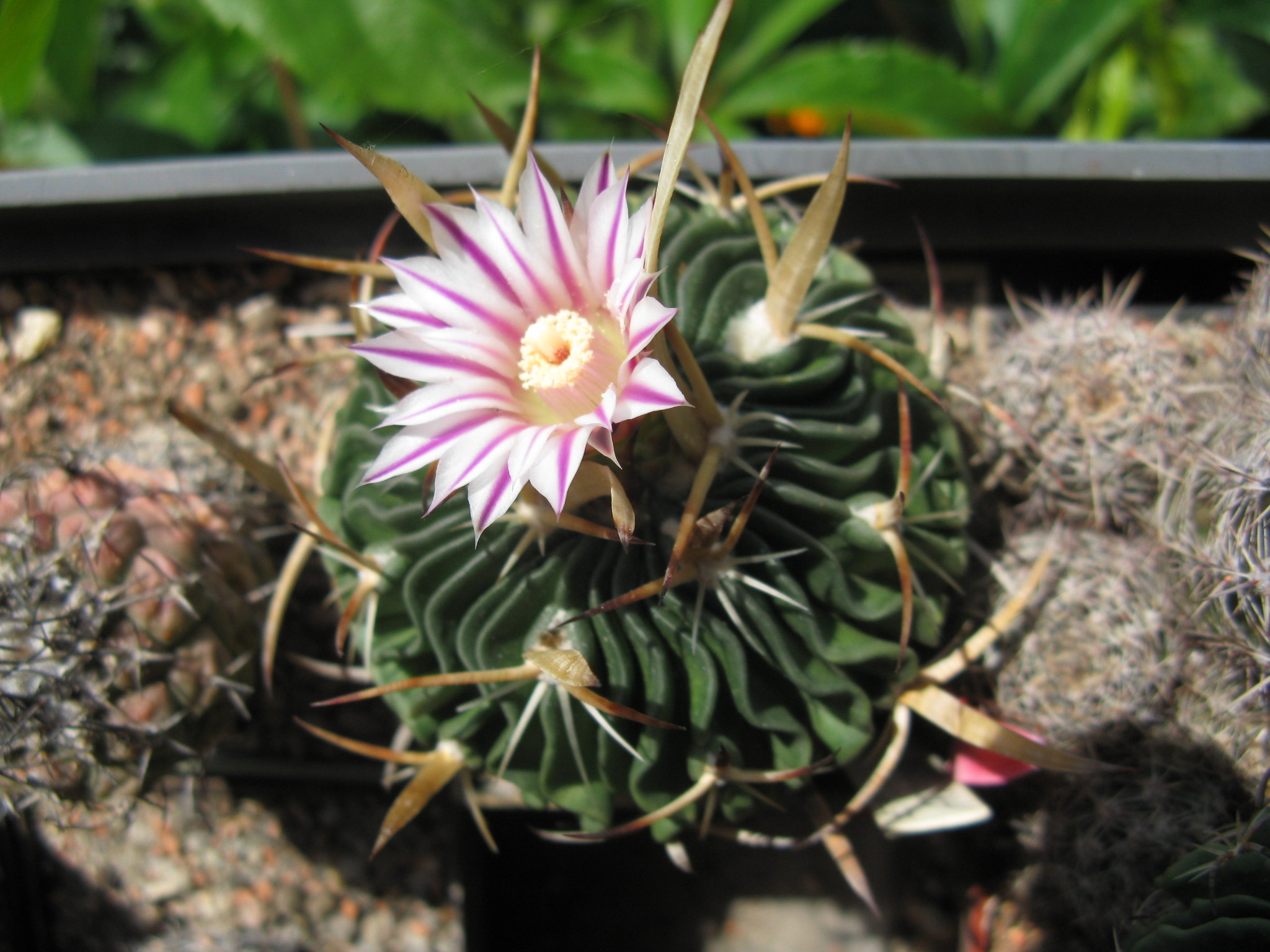
Stenocactus kellerianus
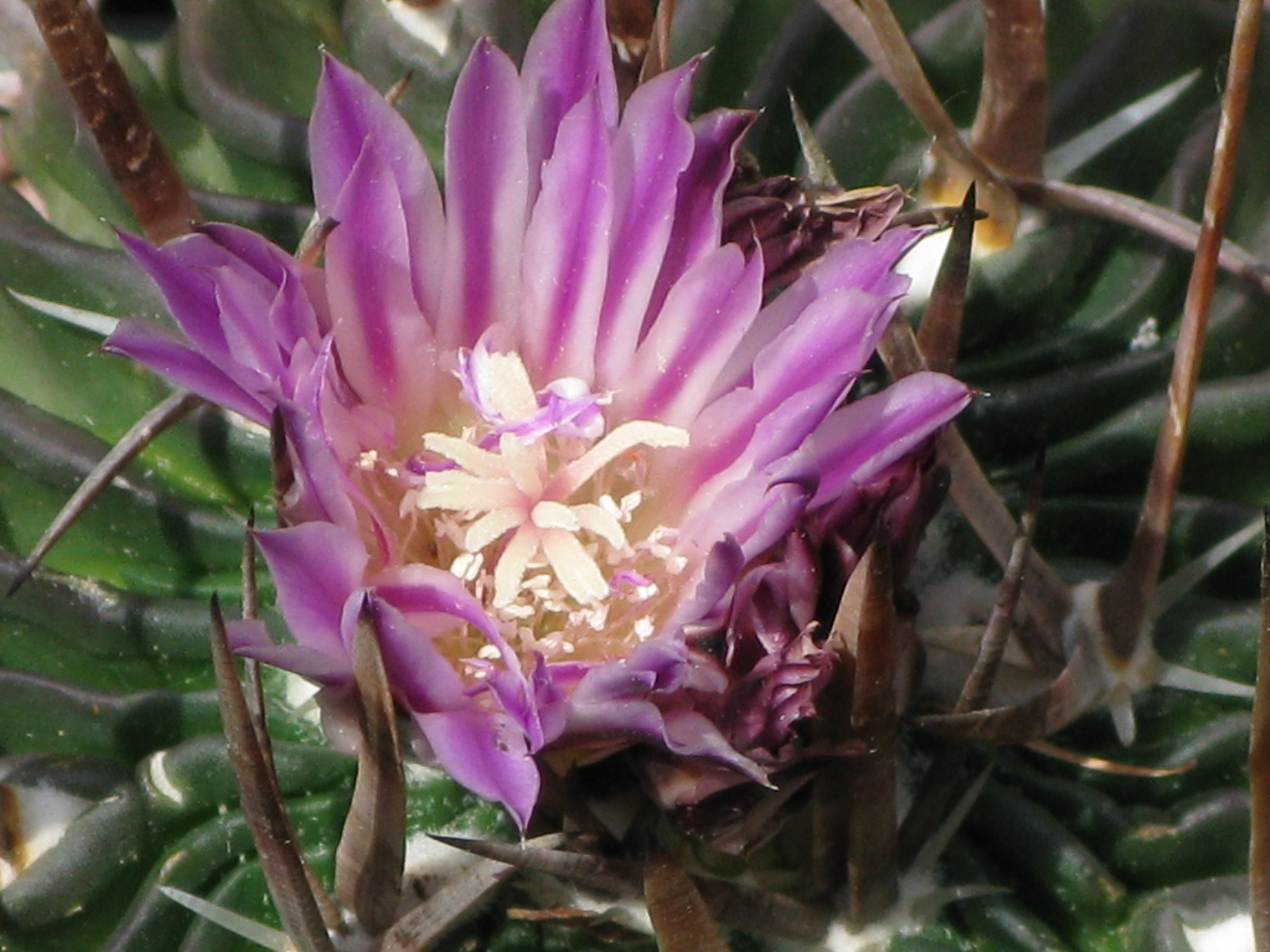
Stenocactus violaciflorus